# Marja van der Werf
Marja van der Werf is een Nederlands langebaanschaatsster. 
Tussen 1997 en 2004 nam Van der Werf meermaals mee aan de NK Allround, NK Afstanden en NK Sprint.

## Records

### Persoonlijke records[2]
| Afstand    | Tijd    | Datum            | Baan      |
| ---------- | ------- | ---------------- | --------- |
| 500 meter  | 41,32   | 20 maart 2002    | Calgary   |
| 1000 meter | 1.20,81 | 22 maart 2002    | Calgary   |
| 1500 meter | 2.03,72 | 15 maart 2001    | Calgary   |
| 3000 meter | 4.21,90 | 17 maart 2001    | Calgary   |
| 5000 meter | 8.16,50 | 20 februari 2000 | Groningen |